# Rákevő mosómedve
A rákevő mosómedve (Procyon cancrivorus) az emlősök (Mammalia) osztályának ragadozók (Carnivora) rendjébe, ezen belül a mosómedvefélék (Procyonidae) családjába tartozó faj.

## Előfordulása
A rákevő mosómedve előfordulási területe Costa Ricában, Panamában, Trinidad és Tobagóban, Argentínában, Brazíliában, Bolíviában, Kolumbiában, Ecuadorban, Guyanában, Paraguayban, Peruban, Uruguayban és Venezuelában van. Elterjedésének északi területein rendszeresen találkozhat a mosómedvével.

## Alfajai
- Procyon cancrivorus aequatorialis J. A. Allen, 1915
- Procyon cancrivorus cancrivorus G. Cuvier, 1798
- Procyon cancrivorus nigripes Mivart, 1886
- Procyon cancrivorus panamensis Goldman, 1913

## Megjelenése
A rákevő mosómedvének a fej-testhossza 41–80 centiméter, marmagassága körülbelül 23 centiméter, farokhossza 20–56 centiméter és testtömege 2–12 kilogramm között mozog, de általában 5-7 kilogramm. A hím nagyobb mint a nőstény. Ennek az állatnak 40 darab foga van; a fogképlete a következő: {\displaystyle {\tfrac {3.1.4.2}{3.1.4.2}}}.

## Életmódja
Magányos és általában éjszaka mozog. Habár főleg a talajon keresi táplálékát, a fákon is jól érzi magát. Főleg a patakok, tavak és folyók közelségét keresi. A rákevő mosómedve arról kapta a nevét, hogy rákokkal táplálkozik, de megeszi a kagylókat és csigákat, valamint a kisebb kétéltűeket, teknősök tojásait és gyümölcsöket is. Nem kedveli annyira az ember közelségét, mint rokona a mosómedve.

## Szaporodása
A párzási időszaka július és szeptember között van. A vemhesség 60-73 napig tart. A kölykök faodvakban vagy más állatok által vájt üregekben jönnek világra. Egy alomban 2-7, de általában 3 kölyök van. Évente csak egyszer fial; csak abban az esetben kétszer, ha az első alom korán elpusztul. A hím nem vesz részt a kölyöknevelésben; ebben az időszakban a nőstény hevesen védelmezi területét.

### Fordítás
- Ez a szócikk részben vagy egészben  a   Crab-eating raccoon című angol Wikipédia-szócikk ezen változatának fordításán alapul.  Az eredeti cikk szerkesztőit annak laptörténete sorolja fel. Ez a jelzés csupán a megfogalmazás eredetét és a szerzői jogokat jelzi, nem szolgál a cikkben szereplő információk forrásmegjelöléseként.